# Louise Augustine Gleizes
Pour les articles homonymes, voir Augustine et Gleizes.
Louise Augustine Gleizes, généralement évoquée par son prénom Augustine, née Louise Augustine Bouvier le 21 avril 1861 dans le 9e arrondissement de Paris et morte le 12 décembre 1907 à Rennes, est une domestique française.
Elle est surtout connue comme la patiente la plus notoire du neurologue Jean-Martin Charcot à l’hôpital de la Salpêtrière à Paris.

## Biographie
Louise Augustine Bouvier naît en 1861, au 56, rue de Dunkerque à Paris, au domicile maternel. Elle est la fille naturelle de Clarisse Joséphine Bouvier, une domestique de 27 ans. Six semaines après sa naissance, sa mère épouse François Gleizes, un valet de chambre de 32 ans, légitimant ainsi sa fille qui prend le nom de Gleizes. Les époux Gleizes sont tous deux domestiques dans une grande maison.
Louise Augustine passe son enfance dans un internat religieux. Elle commence, elle aussi, à travailler comme domestique à l'âge de 13 ans dans la même maison que ses parents,,. La même année, elle est violée sous la menace d'un rasoir par son patron, qui avait déjà auparavant agressé sexuellement sa mère. Les fortes crises d'hystérie qu'elle ressent à la suite de ces événements sont généralement associées à cette agression sexuelle et provoquent, le 21 octobre 1875, son internement à l'hôpital de la Salpêtrière à l'âge de 14 ans,.
Durant ses années à la Salpêtrière, le neurologue Jean-Martin Charcot se trouve fasciné par la puissance des crises d'hystérie de la jeune fille. Il décide alors d'en faire sa patiente attitrée et commence à organiser des réunions mondaines convoquant journalistes, médecins et politiciens afin d'observer la puissance de l'hystérie. Le neurologiste se sert aussi d'Augustine afin de tester ses nouvelles techniques d'hypnose. La jeune fille y étant très réactive, Charcot la fait entrer en transe et les spectateurs étaient autorisés à venir la manipuler. Pour la première fois, des photographes pénètrent au sein de l'hôpital afin d'immortaliser les impressionnantes contorsions de la patiente,. Les photos prises d'Augustine sont par la suite utilisées par Charcot pour exposer l'hystérie comme une véritable maladie,,.

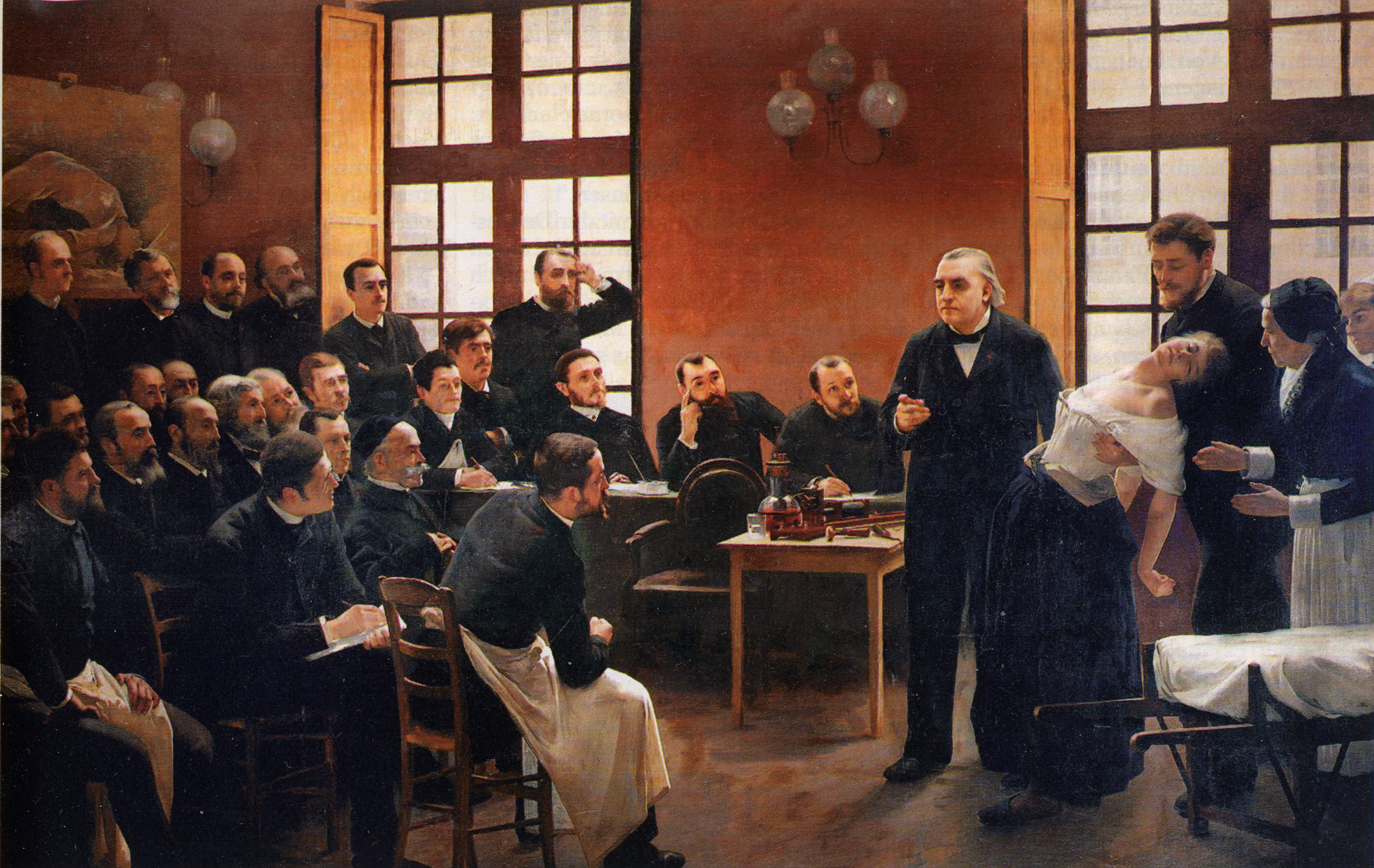
Pierre Aristide André Brouillet, Une leçon clinique à la Salpêtrière, 1887, Université Paris Descartes

Quand Augustine refuse de participer aux expériences, elle est mise à l'isolement. Elle finit par s'évader de l'hôpital en 1880 habillée en homme.
En 1895, alors sans profession et domiciliée à Clichy, elle épouse à Saint-Denis Alphonse Ferrand, rentier. Ce dernier, né à Dol-de-Bretagne en 1855, devenu médecin comme ses deux frères, s'est établi à Paris. Il meurt, toujours marié, en 1903 à Paramé,. On perd la trace de Louise Gleizes après cette date.
Veuve et « propriétaire », elle meurt à Rennes le 12 décembre 1907, à la clinique Saint-Yves,.

## Filmographie
Deux films sont consacrés à Augustine Gleizes :
- 2003 : Augustine de Jean-Claude Monod et Jean-Christophe Valtat[17]
- 2012 : Augustine d'Alice Winocour[18].